# Lijst van nummer 1-albums in de Album Top 40 in 2014
Onderstaande albums stonden in 2014 op nummer 1 in de Media Markt Album Top 40. De lijst wordt samengesteld door de Stichting Nederlandse Top 40.
| Nummer | Datum        | Artiest            | Titel                         | Opmerking     |
| ------ | ------------ | ------------------ | ----------------------------- | ------------- |
| 378    | 4 januari    | Marco Borsato      | Duizend Spiegels              |               |
|        | 11 januari   | Marco Borsato      | Duizend Spiegels              |               |
|        | 18 januari   | Marco Borsato      | Duizend Spiegels              |               |
| 379    | 25 januari   | Bruce Springsteen  | High Hopes                    |               |
|        | 1 februari   | Bruce Springsteen  | High Hopes                    |               |
| 380    | 8 februari   | Diverse artiesten  | Hitzone best of 2013          | Verzamelalbum |
| 381    | 15 februari  | Within Temptation  | Hydra                         |               |
| 382    | 22 februari  | Diverse artiesten  | Hitzone 68                    | Verzamelalbum |
|        | 1 maart      | Diverse artiesten  | Hitzone 68                    | Verzamelalbum |
|        | 8 maart      | Diverse artiesten  | Hitzone 68                    | Verzamelalbum |
|        | 15 maart     | Diverse artiesten  | Hitzone 68                    | Verzamelalbum |
|        | 22 maart     | Diverse artiesten  | Hitzone 68                    | Verzamelalbum |
| 383    | 29 maart     | Diverse artiesten  | 538 Dance Smash 2014 vol. 1   | Verzamelalbum |
|        | 5 april      | Diverse artiesten  | 538 Dance Smash 2014 vol. 1   | Verzamelalbum |
| 382    | 12 april     | Diverse artiesten  | Hitzone 68                    | Verzamelalbum |
| 384    | 19 april     | Ladies of Soul     | Live at the Ziggo Dome 2014   |               |
|        | 26 april     | Ladies of Soul     | Live at the Ziggo Dome 2014   |               |
| 385    | 3 mei        | Diverse artiesten  | Hitzone 69                    | Verzamelalbum |
|        | 10 mei       | Diverse artiesten  | Hitzone 69                    | Verzamelalbum |
| 386    | 17 mei       | The Common Linnets | The Common Linnets            |               |
|        | 24 mei       | The Common Linnets | The Common Linnets            |               |
|        | 31 mei       | The Common Linnets | The Common Linnets            |               |
|        | 7 juni       | The Common Linnets | The Common Linnets            |               |
|        | 14 juni      | The Common Linnets | The Common Linnets            |               |
|        | 21 juni      | The Common Linnets | The Common Linnets            |               |
|        | 28 juni      | The Common Linnets | The Common Linnets            |               |
| 387    | 5 juli       | Nick & Simon       | Herinneringen - Het beste van |               |
| 388    | 12 juli      | Diverse artiesten  | Hitzone 70                    | Verzamelalbum |
|        | 19 juli      | Diverse artiesten  | Hitzone 70                    | Verzamelalbum |
|        | 26 juli      | Diverse artiesten  | Hitzone 70                    | Verzamelalbum |
|        | 2 augustus   | Diverse artiesten  | Hitzone 70                    | Verzamelalbum |
|        | 9 augustus   | Diverse artiesten  | Hitzone 70                    | Verzamelalbum |
|        | 16 augustus  | Diverse artiesten  | Hitzone 70                    | Verzamelalbum |
| 389    | 23 augustus  | Kensington         | Rivals                        |               |
| 390    | 30 augustus  | Jan Smit           | Jij & Ik                      |               |
|        | 6 september  | Jan Smit           | Jij & Ik                      |               |
|        | 13 september | Jan Smit           | Jij & Ik                      |               |
| 391    | 20 september | Waylon             | Heaven After Midnight         |               |
| 390    | 27 september | Jan Smit           | Jij & Ik                      |               |
| 392    | 4 oktober    | Diverse artiesten  | Hitzone 71                    | Verzamelalbum |
|        | 11 oktober   | Diverse artiesten  | Hitzone 71                    | Verzamelalbum |
|        | 18 oktober   | Diverse artiesten  | Hitzone 71                    | Verzamelalbum |
|        | 25 oktober   | Diverse artiesten  | Hitzone 71                    | Verzamelalbum |
|        | 1 november   | Diverse artiesten  | Hitzone 71                    | Verzamelalbum |
|        | 8 november   | Diverse artiesten  | Hitzone 71                    | Verzamelalbum |
| 393    | 15 november  | Pink Floyd         | The Endless River             |               |
|        | 22 november  | Pink Floyd         | The Endless River             |               |
| 394    | 29 november  | Anouk              | Paradise and Back Again       |               |
|        | 6 december   | Anouk              | Paradise and Back Again       |               |
|        | 13 december  | Anouk              | Paradise and Back Again       |               |
|        | 20 december  | Anouk              | Paradise and Back Again       |               |
|        | 27 december  | Anouk              | Paradise and Back Again       |               |